# Diego Melián
Diego Melián de León (Montevideo, Uruguay, 4 de noviembre de 1991) es un futbolista uruguayo. Juega como guardameta y su equipo actual es el Alianza Atlético de la Liga 1 de Perú

## Trayectoria
Jugador nacido de las inferiores de Danubio. A inicios del 2014 llega a Racing de Montevideo procedente de Huracán Fútbol Club. Ese mismo año debutó de manera profesional. En 2017 fue su temporada con mayor continuidad, atajando en 28 partidos.
Luego de buenas temporadas con el Racing, el 17 de enero de 2020 fue oficializado como nuevo refuerzo del Deportivo Municipal de la Liga 1 Perú. En 2020 tuvo un año excelente en Perú, llegando a ser destacado por la prensa local. además fue capitán del equipo debido a su seguridad en el arco. A finales de 2020 se le renueva su contrato por una temporada más, siendo elegido por varios medios locales como el mejor portero del año, siendo rumoreado para fichar por Sporting Cristal. En el 2021, en lo colectivo tuvo un año irregular, logrando salvarse del descenso y sin poder clasificar a un torneo internacional.

## Clubes
| Club                 | País    | Año         | Part. | Goles |
| -------------------- | ------- | ----------- | ----- | ----- |
| Huracán Fútbol Club  | Uruguay | 2013        | 1     | 0     |
| Racing de Montevideo | Uruguay | 2014 - 2019 | 64    | 0     |
| Deportivo Municipal  | Perú    | 2020 - 2022 | 88    | 0     |
| Alianza Atlético     | Perú    | 2023 -      | 35    | 0     |

## Palmarés

### Distinciones individuales
| Distinción                             | Año  |
| -------------------------------------- | ---- |
| Mejor once de la Liga 1 según la SAFAP | 2020 |
| Mejor arquero del año de la Liga 1     | 2020 |
| Once ideal de la Liga 1                | 2020 |